# Суржиков, Сергей Тимофеевич
Серге́й Тимофе́евич Су́ржиков (род. 6 апреля 1952 года, Олонец) — советский и российский механик и физик, доктор физико-математических наук, профессор МФТИ и МГТУ, академик РАН (2016). Главный научный сотрудник, заведующий лабораторией радиационной газовой динамики Института проблем механики им. А. Ю. Ишлинского РАН (с 1998 года).

## Биография
Окончил МВТУ им. Н. Э. Баумана по специальности «Проектирование и производство летательных аппаратов» (1975) и физический факультет МГУ (1984). Ученик В. В. Горского.
Работал в ЦНИИМаш (1978—1986), защитил кандидатскую диссертацию.
В 1986 году перешёл на работу в Институт проблем механики им. А. Ю. Ишлинского по приглашению профессора Ю. П. Райзера; был заместителем директора по научной работе; в 1998 году организовал и возглавил лабораторию радиационной газовой динамики. Доктор физико-математических наук (1990, диссертация «Вычислительные модели радиационных и газодинамических процессов в низкотемпературной плазме»).
28 июля 2015 года приказом Федерального агентства научных организаций России № 648 назначен на должность директора Института проблем механики, занимал должность до 2018 года.
В 2004—2020 годах заведовал кафедрой физической и химической механики факультета молекулярной и химической физики МФТИ. Подготовил более 30 молодых специалистов, 5 кандидатов наук, двух докторов наук.
Избран в члены-корреспонденты РАН по Отделению энергетики, машиностроения, механики и процессов управления 25 мая 2006 года. Академик РАН c 28 октября 2016 года по специальности «механика». Почётный член Американского института по астронавтике и аэронавтике (Fellow AIAA, 2014).

## Научные интересы
Основные исследования посвящены газовой динамике и физике плазмы (прежде всего вопросам компьютерного моделирования задач аэрофизики и радиационной газовой динамики). Разработал и внедрил ряд расчётно-теоретических моделей неравновесной радиационной аэротермодинамики космических аппаратов, радиационной газовой динамики огневых шаров (возникающих при взрывах ракет-носителей), динамики тлеющих разрядов в гиперзвуковых потоках. Разработал эффективные методы получения локальных вероятностных оценок спектральной излучательной способности, моделирования динамики многозарядных плазменных облаков в магнитном поле и пеннинговских разрядов . Разработал новые способы управления потоком в гиперзвуковой аэродинамике.
Автор более 700 научных работ, включая 10 монографий и 5 книги (в соавторстве).

## Награды
Медаль 2-й степени Ордена «За Заслуги перед Отечеством» (2022)
Юбилейная медаль Государственной корпорации «Росатом» «75 лет атомной отрасли России» (2020)
Премия имени Г. Г. Черного (2021)
Почётная грамота Государственной корпорации «Росатом»